# حسینی (تایباد)
حسینی (تایباد)، روستایی از توابع بخش میان‌ولایت شهرستان تایباد در استان خراسان رضوی ایران است.

## پیدایش
سال پیدایش و اسکان در روستا به حروف ابجد (وای وای دریغ) می باشد.

## جمعیت
این روستا مرکز دهستان کوهسنگی می باشد و براساس سرشماری مرکز آمار ایران در سال ۱۳۸۵، جمعیت آن ۷۲۶ نفر (۱۷۴خانوار) بوده‌است.
 
بر اساس سرشماری سال 1390 جمعیت آن 733 نفر (201 خانوار) بوده است.

## تحصیلات
روستای حسینی ازلحاظ تحصیلات از روستاهای پیشرو منطقه میباشد که تعداد زیادی فرهنگی ، مهندس، پزشک، دندانپزشک و داروساز به جامعه معرفی نموده است.